# كأس مصر 2002–03
كأس مصر 2002–03 هي النسخة الواحد والسبعون من كأس مصر .
وتوج بها النادي الأهلي على حساب النادي الإسماعيلي.

## الأدوار

### ربع النهائي
الصعيد × بلقاس

### نصف النهائي
|  | الأهلي | 2–0 | بلدية المحلة |  |

|  | الإسماعيلي | 3–0 | جولدي |  |

### النهائي
| الأهلي                         | 1–1 (ب.و.إ.) | الإسماعيلي                               |
| ------------------------------ | ------------ | ---------------------------------------- |
| خالد بيبو 111' (بالقدم اليسرى) |              | محمد محسن أبو جريشة 114' (بالقدم اليمنى) |